# Can Batlle-Torrent
Can Batlle-Torrent és una obra del municipi de Cardedeu (Vallès Oriental) protegida com a bé cultural d'interès local.

## Descripció
Edifici aïllat de planta baixa i pis, amb coberta a dues vessants. Té l'estructura de la façana simètrica, però està desequilibrada per un cos afegit posteriorment al costat dret. El portal d'entrada de mig punt dovellat té 13 dovelles. Hi ha un portal més petit, a la dreta, d'arc escarser. A l'esquerra hi ha una finestra rectangular. A la planta pis hi ha tres finestres d'arc lobulat amb dibuixos de mènsules, toscament treballats. El material emprat per als portals i les finestres són carreus de granit. L'interior està compartimentat en pisos de lloguer. Té un pou al costat de la casa.

## Història
Diu en Tomàs Balvey que el mas Batlle-Torrent posseïa a l'edat mitjana terres que s'estenien per gran part del terme. Era una de les famílies que posseïen escut de noblesa i estaven obligades a prestar servei al cap d'Estat. Al llarg del temps el mas va perdre propietats i noblesa. En el plànol de 1777 hi surt dibuixada com una gran casa, fora del poble, en el camí de Mataró. Sembla que van reedificar la casa l'any 1795. A la fi del segle xix va ser rodejada d'edificacions degut a l'expansió del nucli urbà, i actualment és una casa de carrer.